# Anávra (ort i Grekland, Thessalien, Nomós Magnisías)
Anávra (Anavra) är en ort i Grekland.   Den ligger i prefekturen Nomós Magnisías och regionen Thessalien, i den centrala delen av landet, 160 km nordväst om huvudstaden Aten. Anávra ligger 806 meter över havet och antalet invånare är 584.
Terrängen runt Anávra är lite bergig. Runt Anávra är det ganska glesbefolkat, med 21 invånare per kvadratkilometer. Närmaste större samhälle är Stylída, 18,2 km söder om Anávra. 